# Pachnoda rubrocincta
Pachnoda rubrocincta är en skalbaggsart som beskrevs av Hope 1847. Pachnoda rubrocincta ingår i släktet Pachnoda och familjen Cetoniidae. Inga underarter finns listade i Catalogue of Life.